# Reprezentacja Angoli w piłce siatkowej mężczyzn
Reprezentacja Angoli w piłce siatkowej mężczyzn – narodowa drużyna reprezentująca Angolę w rozgrywkach międzynarodowych.
Obecnie drużyna angolska zajmuje 98. miejsce w rankingu FIVB (stan na 15 stycznia 2011).